# Omokaro Alohan
Omokaro Alohan (né le 18 septembre 1971) est un athlète nigérian.

## Palmarès
| Date | Compétition                   | Lieu     | Résultat | Épreuve   | Performance   |
| ---- | ----------------------------- | -------- | -------- | --------- | ------------- |
| 1988 | Championnats du monde juniors | Sudbury  | 8e       | 4 x 400 m | 3 min 12 s 48 |
| 1990 | Championnats d'Afrique        | Le Caire | 1er      | 4 x 400 m | 3 min 4 s 77  |
| 1993 | Championnats d'Afrique        | Durban   | 2e       | 4 x 400 m | 3 min 6 s 3   |
| 1994 | Jeux du Commonwealth          | Victoria | 4e       | 4 x 400 m | 3 min 3 s 6   |